# New Territories
New Territories is een van de drie hoofdgebieden van de Speciale Bestuurlijke Regio Hongkong van Volksrepubliek China. De New Territories worden afgekort als NT of N.T.
In 2006 had de New Territories een inwonertal van 3.573.635 en 3748 mensen per km². Meer dan de helft van het gebied is platteland. Op het platteland staan (ommuurde) dorpjes met weinig inwoners. De dorpen worden gekenmerkt door hun architectuur in Chinese stijl en de akkers met groenten rondom de dorpen.

## Geschiedenis
In 1898 werd het gebied door Qing-China aan het Verenigd Koninkrijk verpacht. De pacht zou negenennegentig jaar duren. Door de Britse pacht ontstond ook de term autochtone Hongkongers. In 1997 werd het gebied teruggegeven aan Volksrepubliek China. Oorspronkelijk werd het gebied gedomineerd door de Hongkongse autochtonen. Ze spraken het Wai t'auw-dialect of Hongkong-Hakka.

## Taal
Een groot deel van de inwoners spreekt en verstaat Standaardkantonees. In de jaren 60 van de twintigste eeuw was het percentage mensen dat Standaardkantonees kon praten en verstaan nog maar klein. Door media en verbeterd onderwijs uit Hongkong Island werd Standaardkantonees steeds belangrijker. Vroeger luisterde men naar toneelstukken in het Hakka en het Wai t'auw, ook werd er in die twee dialecten les gegeven op dorpsschooltjes.
Nu komen er steeds meer immigranten uit de Volksrepubliek China naar de New Territories. Een overgroot deel van de immigranten hebben als moedertaal het Standaardmandarijns. Daarom groeit er in het gebied het aantal mensen dat Standaardmandarijns spreekt sterk.

## Geografie
New Territories bestaan uit de volgende districten:
- Islands District
- Kwai Tsing (Kwai Chung en Tsing Yi Island)
- North District (Hongkong)
- Sai Kung District
- Sha Tin District
- Tai Po District
- Tsuen Wan
- Tuen Mun
- Yuen Long